# Boško Vuksanović
Boško Vuksanović, född 4 januari 1928 i Kotor, död 4 april 2011 i Belgrad, var en jugoslavisk vattenpolospelare och -tränare. Han tog 1952 OS-silver som spelare med Jugoslaviens landslag.
Vuksanović spelade sex matcher i den olympiska vattenpoloturneringen i Helsingfors. Han spelade för klubblaget VK Partizan.
Jugoslaviens herrlandslag i vattenpolo tog 1964 OS-silver i den olympiska vattenpoloturneringen i Tokyo med Vuksanović som tränare.